# یاشونووا دولینا
یاشونووا دولینا (به لاتین: Jasionowa Dolina) یک روستا در لهستان است که در گمینا یانوو (استان پودلاسکی) واقع شده‌است.